# Les Rivières pourpres
Les Rivières pourpres, es una novela escrita por Jean-Christophe Grangé publicada en 1998.
Esta novela fue adaptada al cine en el año 2000 por Mathieu Kassovitz y en para la televisión por RTS 1 en 2018.

## Personajes
- Pierre Niémans: personaje principal de la novela (con Karim Abdouf). Policía parisino, es comisario principal.
- Antoine Rheims: superior jerárquico de Niémans.
- Eric Joisneau: teniente de la policía judicial regional de Grenoble.
- Bernard Terpentes: juez de instrucción encargado de la investigación.
- Roger Barnes: comandante de la brigada de gendarmería de Guernon.
- René Vermont: delegado a la investigación por la sección de investigación de la gendarmería.
- Vincent Luyse: rector de la Universidad de Guernon.
- Rémy Caillois: 25 años; responsable de la biblioteca de la Universidad de Guernon donde era estudiante. Es la primera víctima.
- Fanny Ferreira: 25 años también. Profesora de geología, es la licenciada más joven [no claro] de Francia. Fue ella quien descubrió el cuerpo de Rémy Caillois.
- Karim Abdouf: es el otro personaje principal de la novela. Es policía en Sarzac, un pequeño pueblo del departamento de Lot. Tiene 29 años y es huérfano, pasó su juventud en Nanterre, frecuentando círculos de delincuentes.
- Henri Crozier: 54 años. Es el jefe de la oficina de policía de Sarzac.
- Marc Costes: médico forense, llamado a la Universidad de Guernon tras el descubrimiento del cuerpo de Rémy Caillois.
- Sophie Caillois: viuda de Rémy. Ella es una mujer muy hermosa.
- Jude Itero: niño judío de 10 años, enterrado en una bóveda del cementerio de Sarzac. El resto de la historia revelará su sorprendente verdadera identidad.
- Alain Derteaux: horticultor en Guernon.
- Stéphane Macé: 42 años. Es médico en Cambuse, una ciudad cercana a Sarzac.
- Jean-Pierre Cau: fotógrafo en Cahors.
- Philippe Sertys: 26 años. Soltero. Es asistente de enfermería en el hospital Guernon. Es la segunda víctima.
- Sor Andrée: monja del convento de Saint-Jean-la-Croix, en la región de Sète.
- Edmond Chernecé: oftalmólogo en Annecy. Tiene más de 60 años.
- Patrick Astier: químico, trabaja con Marc Costes, el patólogo forense.
- Doctor Champelaz: director del instituto para niños ciegos, cerca de Guernon.
- Fabienne Hérault: madre de Jude Itero. Ella es una mujer alta. Estaba casada con Sylvain Hérault, quien murió en un accidente de tráfico.